# Huis Groeneveld
Huis Groeneveld of Tandjong-Oost was een landhuis in Jakarta, Indonesië uit circa 1756 dat sinds een brand in 1985 is verworden tot een ruïne. De grond rondom het huis grensde in het westen aan de rivier Ciliwung.

## Geschiedenis

### Gebruik
De opdrachtgever voor de bouw was Pieter van den Velde, lid van de Raad van Indië. Hij was onderkoopman toen hij in 1742 zijn eerste stuk grond kocht dat de naam Tandjong had. Dit land breidde hij uit, onder andere met stukken land afkomstig uit de nalatenschap van Ni Hoe Kong, Kapitein van de Chineezen, tijdens het oproer van 1740, en van Depaty Wiratanoe Datan. Omstreeks 1756 heeft hij het huis laten bouwen. Na zijn dood, werd het landgoed gekocht door Adriaan Jubbels. In 1763 na de dood van Jubbels, kocht opperkoopman Jacobus Johannes Craan het landgoed. Hij heeft waarschijnlijk het huis verfraaid, getuigen de houtsnijwerken boven de beide ingangen met zijn wapen. Na zijn dood in 1780, werd zijn schoonzoon Willem Vincent Helvetius van Riemsdijk eigenaar. In 1818 ging Huis Groeneveld naar twee van zijn zoons na de dood van Willem Vincent. Een van die zoons Daniël Cornelis Helvetius van Riemsdijk, kocht in 1821 ook het andere deel, waardoor hij als enige eigenaar overbleef. Hij bleef bijna 40 jaar eigenaar tot zijn dood in 1860. Zijn drie dochters erfden het landgoed en mochten er wonen zolang zij niet trouwden. Tjalling Ament kreeg het land in erfpacht. Zijn zoon Daniël Cornelis Ament, suikerfabrikant, kocht na de dood van zijn vader in 1870, de rechten van het landgoed en werd eigenaar van Tandjong-Oost. Zoon Eduard Corneille Collet erfde het landgoed en bleef eigenaar tot 1935. In 1936 werd het landgoed Tandjong-Oost openbaar geveild en werd het een naamloze vennootschap.
Tijdens de Tweede Wereldoorlog werd het pand gebruikt als opslagplaats door het Japanse leger. Na de oorlog werd het gebouw door verschillende organisaties gebruikt waaronder door het Indonesische volksveiligheidsleger, de Nederlandsch-Indische Civiele Administratie of NICA en daarna door POLRI, de nationale politie, totdat het in 1985 door brand werd verwoest. Van het pand resten alleen nog wat muren.

### Beschrijving
Het landhuis bestond uit een hoofdgebouw en twee zijvleugels, gebouwd in Hollandse stijl. De zijvleugels waren alleen via het dak met het hoofdgebouw verbonden en de zolders liepen in elkaar door. Het gebouw was wit gestuct en bezat schuiframen. Aan de voorkant, wat vroeger de achterkant was, bevond zich een imposante dubbele middendeur, die rondom met rijk houtsnijwerk was versierd. Boven de deur in het hout was het wapen van Craan, een van de vroegere eigenaren, uitgesneden, in de vorm van een kraanvogel en bekroond met de gravenkroon. De vloer was belegd met rode plavuizen. Ook de voormalige hoofdingang was vergelijkbaar versierd, alleen miste het de versiering boven het wapen. Deze was waarschijnlijk op een later moment verwijderd. Via een eenvoudige trap was de bovenverdieping te bereiken. Onder de begane grond bevonden zich ruime kelders. Het interieur bevatte enkele antieke meubels, waaronder Lodewijk XVI fauteuils, guéridons, banken en bijzettafels. In het hoofdgebouw hingen meerdere portretten waaronder het portret van Petrus Albertus van der Parra, die gouverneur-generaal was tussen 1761 en 1775 en een gobelin met het wapen van de familie Van Riemsdijk.
Het linker zijgebouw bevatte een balkon en logeerkamers. Het rechter gebouw bevatte de keuken en de stallen. Oorspronkelijk had het gebouw geen galerij rondom de gebouwen. Deze was later toegevoegd als bescherming tegen zon, wind en regen.
Rondom het landgoed lagen de tuinen. Een laan met tamarindebomen leidde naar het familiekerkhof op het landgoed. Daarnaast bevatte de tuin een vijver met een grasveld, waar het landgoed mogelijk zijn naam, Groeneveld, aan te danken had. In de tuin stond een slavenbel.

## Galerij

Voorzijde van Huis Groeneveld, circa 1930
Tamarindelaan op landgoed Groeneveld, circa 1930
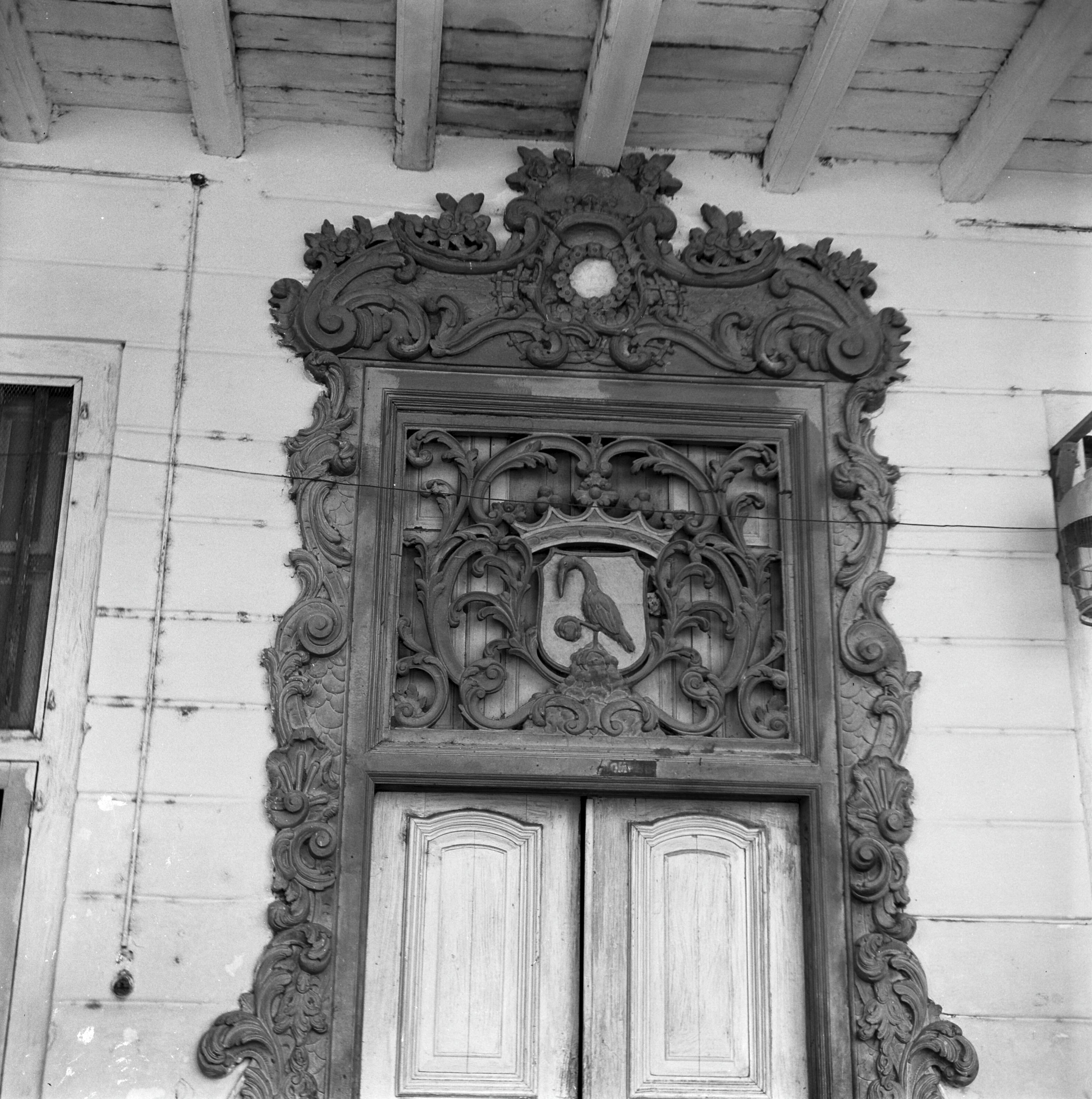
Raam van landhuis Groeneveld, met een kraanvogel in het wapen, in 1972
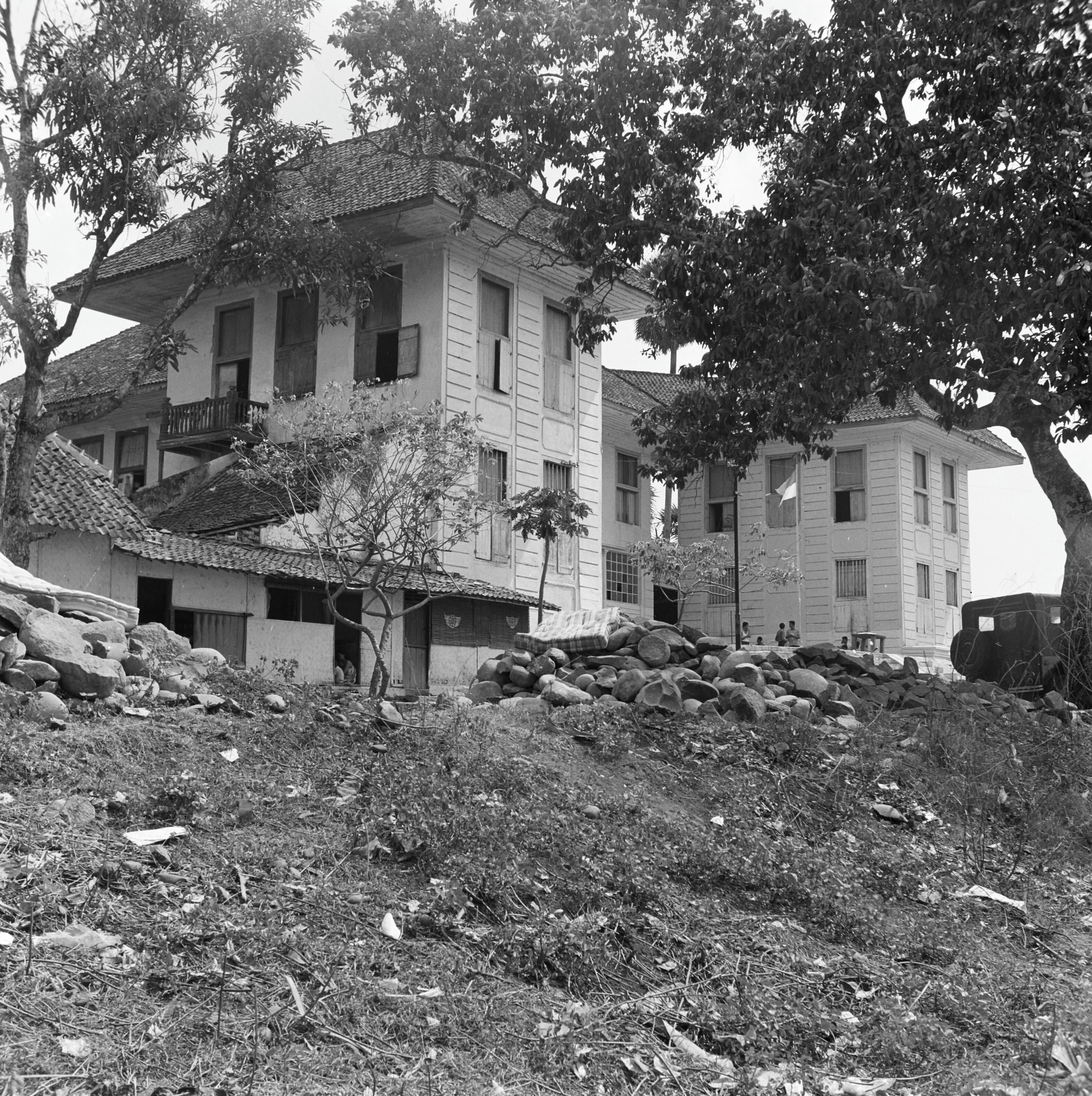
Landhuis Groeneveld, oorspronkelijke achterzijde, in 1972
Slavenbel op het landgoed, circa 1930

## Bron
- Wall van der, Dr. V.I. (1943): Oude Hollandsche buitenplaatsen van Batavia, Uitgeverij W. van Hoeve, Deventer, blz. 51-78